# Bagnols (Rhône)
Bagnols is een gemeente in het Franse departement Rhône (regio Auvergne-Rhône-Alpes) en telt 701 inwoners (1999). De plaats maakt deel uit van het arrondissement Villefranche-sur-Saône.

## Geografie
De oppervlakte van Bagnols bedraagt 7,3 km², de bevolkingsdichtheid is 96,0 inwoners per km².
De onderstaande kaart toont de ligging van Bagnols (Rhône) met de belangrijkste infrastructuur en aangrenzende gemeenten.

## Demografie
Onderstaande figuur toont het verloop van het inwonertal (bron: INSEE-tellingen).